# Gabrielle Dorziat
Gabrielle Dorziat (Épernay,15 de enero de 1880–Biarritz, 30 de noviembre de 1979) fue una actriz teatral y cinematográfica francesa. Además, Dorziat fue una pionera de la moda en París, ayudando a popularizar los diseños de Coco Chanel.

## Biografía
Su verdadero nombre era Marie Odile Leonie Gabrielle Sigrist, y nació en Épernay, Francia. Dorziat debutó como actriz teatral en 1898 en el Théâtre Royal du Parc de Bruselas. Se mudó a París y actuó en la obra de Alfred Capus La Bourse ou la vie (1900), pero fue su actuación como Thérèse Herbault en Chaîne anglaise (1906) la que le valió la fama. 
Se hizo conocida por su vida privada, manteniendo relaciones sentimentales con los actores Lucien Guitry y Louis Jouvet, y guardando amistad con Jean Cocteau, Jean Giraudoux, Coco Chanel, Paul Bourget y Henri Bernstein. 
Durante la Primera Guerra Mundial Dorziat dejó Francia y fue a Estados Unidos en gira, recaudando dinero en favor de los refugiados de guerra. Tras la contienda viajó por Canadá, Suramérica y el resto de Europa. En 1921 actuó en su primer film, L'Infante à la rose. En total trabajó en más de sesenta películas, destacando de entre ellas Mayerling, Les Parents terribles y Manon. 
En 1949 obtuvo el premio femenino a la mejor interpretación. Además fue nombrada Oficial de la Legión de Honor. En 1925 se casó El Cairo con el Conde Michel de Zogheb, primo del Rey Fuad I de Egipto. Ella publicó unas memorias, Côté cour, côté jardin, en 1968. Gabrielle Dorziat falleció en 1979 en Biarritz, Francia. Tenía 99 años de edad. Fue enterrada en Boulogne-Billancourt.

## Filmografía
| - 1922 : L'Infante à la rose, de Henry Houry - 1936 : Mayerling, de Anatole Litvak - 1936 : Le Mioche, de Léonide Moguy - 1936 : Samson, de Maurice Tourneur - 1937 : Courrier Sud de Pierre Billon - 1937 : Mollenard, de Robert Siodmak - 1937 : La Dame de Malacca, de Marc Allégret - 1937 : L'amour veille, de Henry Roussell - 1937 : Le Mensonge de Nina Petrovna, de Victor Tourjansky - 1937 : Monsieur Breloque a disparu, de Robert Péguy - 1937 : Êtes-vous jalouse ?, de Henri Chomette - 1938 : Le Drame de Shanghaï, de Georg Wilhelm Pabst - 1938 : La Chaleur du sein, de Jean Boyer - 1939 : La Fin du jour, de Julien Duvivier - 1939 : La Vierge folle, de Henri Diamant-Berger - 1939 : Derrière la façade, de Georges Lacombe y Yves Mirande - 1940 : De Mayerling à Sarajevo, de Max Ophüls - 1940 : L'Homme qui cherche la vérité, de Alexander Esway - 1940 : Soyez les bienvenus, de Jacques de Baroncelli - 1940 : Fausse Alerte, de Jacques de Baroncelli - 1941 : Premier rendez-vous, de Henri Decoin - 1942 : Le Voyageur de la Toussaint, de Louis Daquin - 1942 : Le journal tombe à cinq heures, de Georges Lacombe - 1942 : Patricia, de Paul Mesnier - 1942 : L'Appel du bled, de Maurice Gleize - 1943 : Le Loup des Malveneur, de Guillaume Radot - 1943 : Le Baron fantôme, de Serge de Poligny - 1943 : La main du diable, de Maurice Tourneur - 1944 : Falbalas, de Jacques Becker - 1945 : Adieu chérie, de Raymond Bernard - 1945 : L'ange qu'on m'a donné, de Jean Choux - 1945 : Échec au roy, de Jean-Paul Paulin - 1946 : Désarroi, de Robert-Paul Dagan - 1946 : Paris 1900, de Nicole Vedrès - documental - | - 1947 : Monsieur Vincent, de Maurice Cloche - 1947 : Ruy Blas, de Pierre Billon - 1947 : Miroir, de Raymond Lamy - 1947 : Une grande fille toute simple, de Jacques Manuel - 1948 : Les Parents terribles, de Jean Cocteau - 1949 : Manon, de Henri-Georges Clouzot - 1949 : Le Jugement de Dieu, de Raymond Bernard - 1949 : Ballerina, de Ludwig Berger - 1949 : Domani è troppo tardi, de Léonide Moguy - 1950 : Né de père inconnu, de Maurice Cloche - 1950 : So little time, de Compton Bennett - 1951 : La Vérité sur Bébé Donge, de Henri Decoin - 1952 : Little boy lost, de George Seaton - 1952 : Il figlio di Lagardère, de Fernando Cerchio - 1953 : Traviata 53, de Vittorio Cottafavi - 1954 : Act of love, de Anatole Litvak - 1954 : Le due orfanelle, de Giacomo Gentilomo - 1954 : Le Fil à la patte, de Guy Lefranc - 1954 : Madame du Barry, de Christian-Jaque - 1954 : Nagana, de Hervé Bromberger - 1954 : Allô, allô, de Pierre Zimmer - corto - - 1956 : Pitié pour les vamps, de Jean Josipovici - 1956 : Mitsou, de Jacqueline Audry - 1957 : Les Espions, de Henri-Georges Clouzot - 1958 : Drôles de phénomènes, de Robert Vernay - 1958 : Auferstehung, de Rolf Hansen - 1958 : Polikuschka, de Carmine Gallone - 1959 : Katia, de Robert Siodmak - 1961 : Gigot, de Gene Kelly - 1962 : Climats, de Stellio Lorenzi - 1962 : Cyrano et d'Artagnan, de Abel Gance - 1962 : Un singe en hiver, de Henri Verneuil - 1963 : Germinal, de Yves Allégret - 1964 : Monsieur, de Jean-Paul Le Chanois - 1965 : Thomas el impostor (Thomas l'imposteur), de Georges Franju - 1965 : Un mari à prix fixe, de Claude de Givray |

## Teatro
- 1899 : Petit Chagrin, de Maurice Vaucaire, Théâtre du Gymnase Marie-Bell
- 1902 : Lucette, de Romain Coolus, Théâtre du Gymnase Marie-Bell
- 1903 : Le Retour de Jérusalem, de Maurice Donnay, Théâtre du Gymnase Marie-Bell
- 1904 : Le Friquet, de Henry Gauthier-Villars, Théâtre du Gymnase Marie-Bell
- 1904 : L'Escalade, de Maurice Donnay, Théâtre du Gymnase Marie-Bell
- 1905 : L'Âge d'aimer, de Pierre Wolff, Théâtre du Gymnase Marie-Bell
- 1906 : Chaîne anglaise, de Camille Oudinot y Abel Hermant, Teatro du Vaudeville
- 1907 : Les Jacobines, de Abel Hermant, Teatro du Vaudeville
- 1908 : Chérubin, de Francis de Croisset, Teatro Femina
- 1908 : L'Émigré, de Paul Bourget, Teatro de la Renaissance
- 1909 : La Griffe, de Henri Bernstein, Teatro de la Porte Saint-Martin
- 1910 : La sonata a Kreutzer, de Fernand Nozière y Alfred Savoir a partir de León Tolstói, escenografía de Aurélien Lugné-Poë, Teatro Fémina, Teatro Réjane
- 1913 : Les Éclaireuses, de Maurice Donnay, Teatro Marigny
- 1914 : L'Épervier, de Francis de Croisset, Teatro del Ambigu-Comique
- 1919 : Les Sentiers de la vertu, de Gaston Arman de Caillavet y Robert de Flers, Théâtre des Variétés
- 1920 : Un homme en habit, de André Picard y Yves Mirande, Théâtre des Variétés
- 1921 : Comédienne, de Jacques Bousquet y Paul Armont, Teatro des Nouveautés
- 1929 : Je t'attendais, de Jacques Natanson, Teatro Michel
- 1932 : Trois et une, de Denys Amiel, escenografía de Jacques Baumer, Teatro Saint-Georges
- 1934 : Espoir, de Henry Bernstein, Teatro du Gymnase, con Claude Dauphin, Victor Francen y Renée Devillers
- 1936 : La vie est si courte, de Léopold Marchand, Teatro Pigalle
- 1937 : Electra, de Jean Giraudoux, escenografía de Louis Jouvet, Théâtre de l'Athénée
- 1938 : Les Parents terribles, de Jean Cocteau, escenografía de Alice Cocéa, Teatro des Ambassadeurs
- 1941 : La Machine à écrire, de Jean Cocteau, escenografía de Jean Cocteau, Teatro Hébertot
- 1944 : Le Dîner de famille, de Jean Bernard-Luc, escenografía de Jean Wall, Teatro de la Michodière
- 1946 : Les Parents terribles, de Jean Cocteau, Théâtre du Gymnase Marie-Bell
- 1955 : Espoir, de Henri Bernstein, escenografía del autor, Teatro des Ambassadeurs